# Rallo (Trentino)
Rallo (Nònes Ral; deutsch veraltet Rall) ist eine Fraktion der Gemeinde Ville d’Anaunia in der Provinz Trient in der Region Trentino-Südtirol. 

## Lage
Der Ort liegt im unteren Nonstal, auf der linken Seite des Flusses Noce, südöstlich der Santa-Giustina-Talsperre, etwa 40 Kilometer nördlich der Regionalhauptstadt Trient. Nachbarorte sind Sanzenone im Süden, Tassullo im Südosten, Cles im Nordwesten und Tuenno im Südwesten. 

## Geschichte
Rallo war seit dem Mittelalter Sitz der freien Familie der Herren von Rallo aus dem niederen Adel. 1163 erscheint Jordanus von Rallo unter den Vasallen des Bischofs Albert von Trient in der Sitzung des adligen Hofgerichtes "curia nobilis" unter dem Schloss Firmian. Das Geschlecht teilte sich Ausserer zufolge, zu Beginn des 15. Jahrhunderts in zwei Linien, die Guarenti und Cristani, benannt nach ihren jeweiligen Stammvätern. Beide Familien lagen aus unbekannten Gründen im Zwist. Die Cristani von Rall hatten in der Umgebung großen Grundbesitz. Ihr Herrenhaus in Rallo wurde später der örtlichen Gemeinde als Armenhaus überlassen. 1857 ist die Familie im Mannesstamm erloschen.
Anfang des 19. Jahrhunderts gehörte das Kirchdorf Rallo zum Landgericht Cles im Königreich Bayern und war bis 2016 eine Fraktion der ehemals eigenständigen Gemeinde Tassullo. 

## Sehenswürdigkeiten

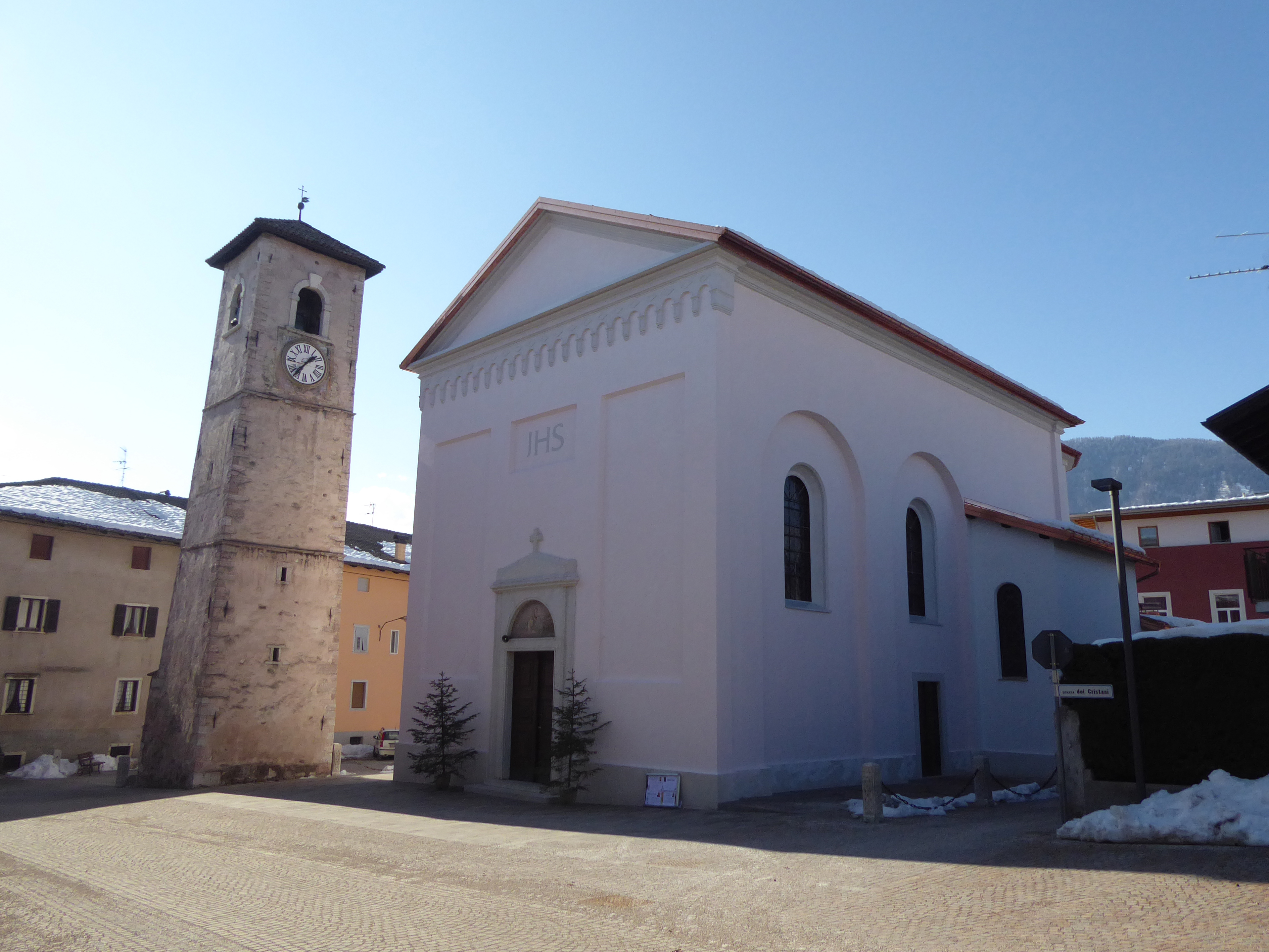
Kirche Sant’Antonio Abate

- Kirche Sant’Antonio AbateKirche Sant’Antonio Abate
- Palazzo Cristani[2]
- Bildstock

## Persönlichkeiten
- Cristoforo Busetti (ca. 1540–1602/04), italienischer Dichter, geboren in Rallo oder Croviana.